# Unterholz-Hirschmaus
Die Unterholz-Hirschmaus (Peromyscus boylii) ist ein im südlichen Nordamerika verbreitetes Nagetier in der Gattung der Weißfußmäuse. Mehrere Populationen, die in Vergangenheit zu dieser Art zählten, sind als eigenständige Arten anerkannt. Vermutlich setzt sich diese Entwicklung für einige Populationen im westlichen Mexiko fort. Der Artzusatz im wissenschaftlichen Namen ehrt den Tiersammler Charles Elisha Boyle, der das Typusexemplar fand.

## Merkmale
Mit einer Kopf-Rumpf-Länge von 86 bis 95 mm, einer Schwanzlänge von 89 bis 115 mm und einem Gewicht von 19 bis 30 g ist die Unterholz-Hirschmaus innerhalb ihrer Gattung mittelgroß. Die Hinterfüße sind 12 bis 22 mm lang und die Ohren erreichen 18 bis 21 mm Länge. Das braune Fell der Oberseite mit rötlichen und olivfarbenen Tönungen ist durch einen gelb-orangebraunen Streifen von der cremefarbenen bis weißen Unterseite getrennt. Die Hinterfüße sind mit Ausnahme der dunklen Region um das Sprunggelenk weiß gefärbt. Verglichen mit der Pinyon-Hirschmaus (Peromyscus truei) sind die dunkelgrauen Ohren im Verhältnis zum Körper deutlich kleiner. Weitere Unterschiede zu anderen Gattungsvertretern bestehen in den genetischen Eigenschaften.
Bei dieser Art sind keine Backentaschen vorhanden. Die Zahnformel lautet I 1/1, C 0/0, P 0/0, M 3/3, was 16 Zähne im Gebiss ergibt. Beim ersten und zweiten Molar im Oberkiefer ist eine Wurzel vorhanden, während der dritte Molar drei Wurzeln besitzt.

## Verbreitung
Die Unterholz-Hirschmaus ist vom südlichen Oregon, südwestlichen Montana und südwestlichen South Dakota in den Vereinigten Staaten bis zum zentralen Mexiko verbreitet. Sie bewohnt Flach- und Bergländer bis 2000 Meter Höhe und die Insel San Pedro Nolasco im Golf von Kalifornien. Die Exemplare halten sich in felsigen Landschaften mit Büschen und offenen Wäldern auf.
Typische Gewächse im Territorium zählen zu den Gattungen Eichen, Bärentrauben und Säckelblumen. Oft treten Garya fremontii, Oregon-Ahorn, Kalifornischer Lorbeer, Kalifornische Rosskastanie und Wüsten-Beifuß auf.

## Lebensweise
Diese Hirschmaus ruht in natürlichen Erdhöhlen, Felsspalten und in Sträuchern. Die vorwiegend nachtaktiven Individuen bewegen sich auf dem Boden und klettern im Unterholz. Sie besitzen 0,1 bis 0,5 Hektar große Reviere. Die Nahrung besteht aus Pflanzensamen wie Eicheln, Beeren und verschiedenen Gliederfüßern. Selten wird die Nahrung mit Pilzen, kleinen Säugetieren, Vögeln oder Echsen komplettiert. Im nördlichen Teil des Verbreitungsgebiets findet die Fortpflanzung zwischen Frühjahr und Herbst statt. Nach durchschnittlich 29 Tagen Trächtigkeit werden bis zu sechs Nachkommen geboren.
Zum Ende der Jungtierphase findet ein Fellwechsel statt. Gelegentlich haben Weibchen zwei oder mehr Würfe pro Jahr und selten treten Wintergeburten auf. Weibchen paaren sich nicht vor dem vierten Lebensmonat. Die Neugeborenen wiegen laut einer Messung 2,2 g, sind nackt, rosafarben und besitzen geschlossene Augen und Ohröffnungen. Sie werden drei bis vier Wochen gesäugt. Die Art teilt ihr Revier oft mit der Mexikanischen Buschratte. Einige im Fell lebende Parasiten führen dazu, dass die Art ein Wirt von Hantaviren ist. Viele Exemplare fallen dem Fleckenkauz zum Opfer.

## Gefährdung
Allgemein liegen keine Bedrohungen vor. Auf San Pedro Nolasco ist die verwandte Art Peromyscus pembertoni ausgestorben. Die IUCN listet die Unterholz-Hirschmaus als nicht gefährdet (least concern).